# Man van Grauballe

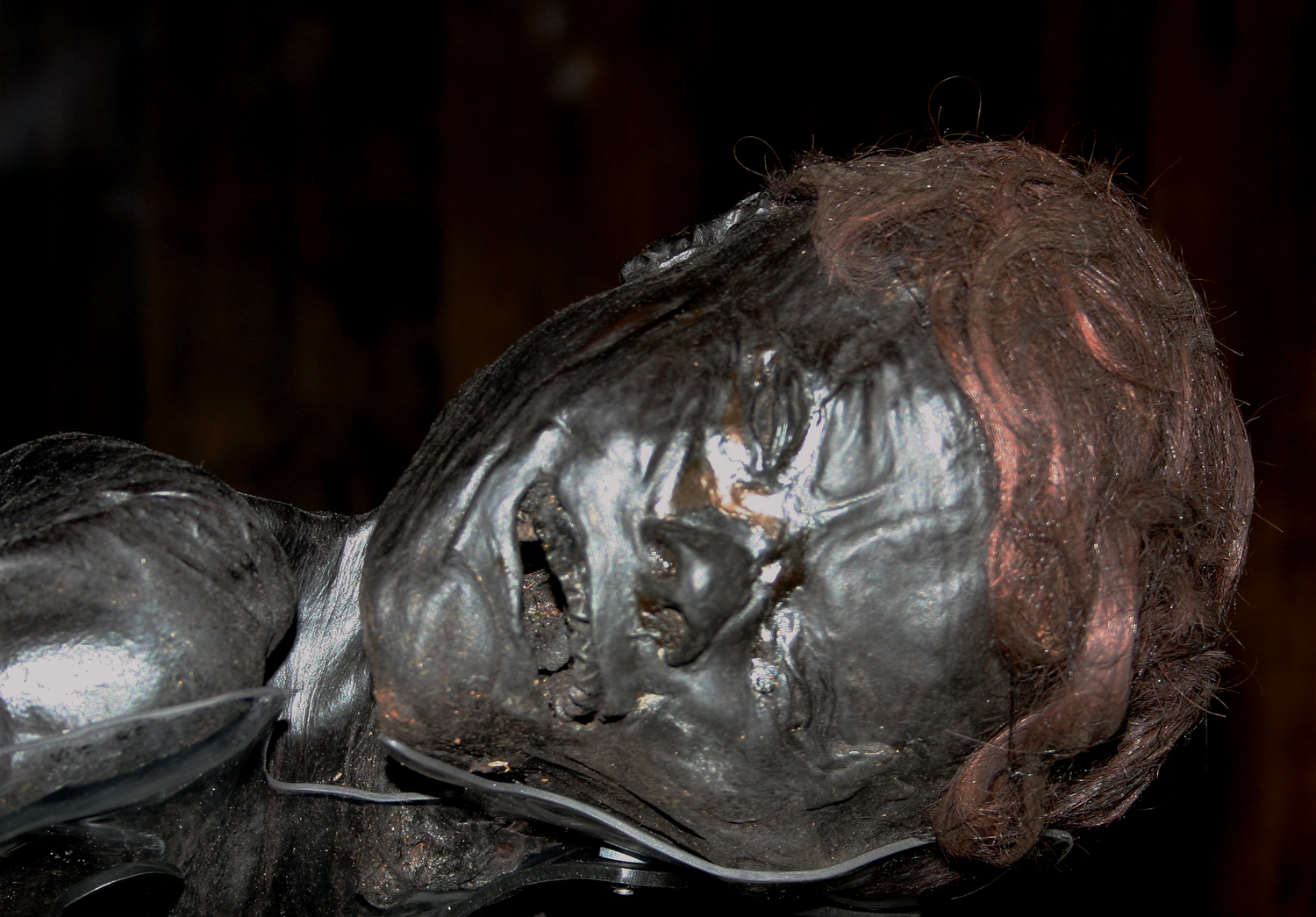
De man van Grauballe

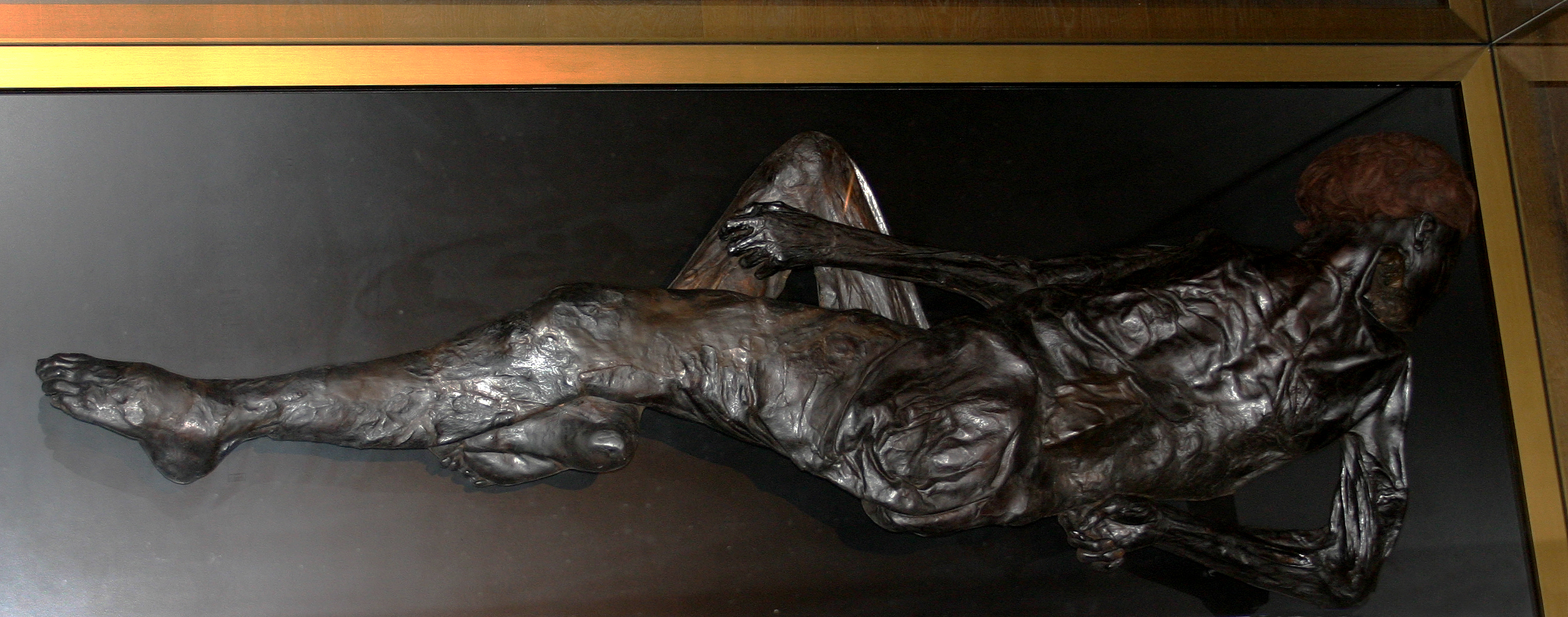
Lichaam

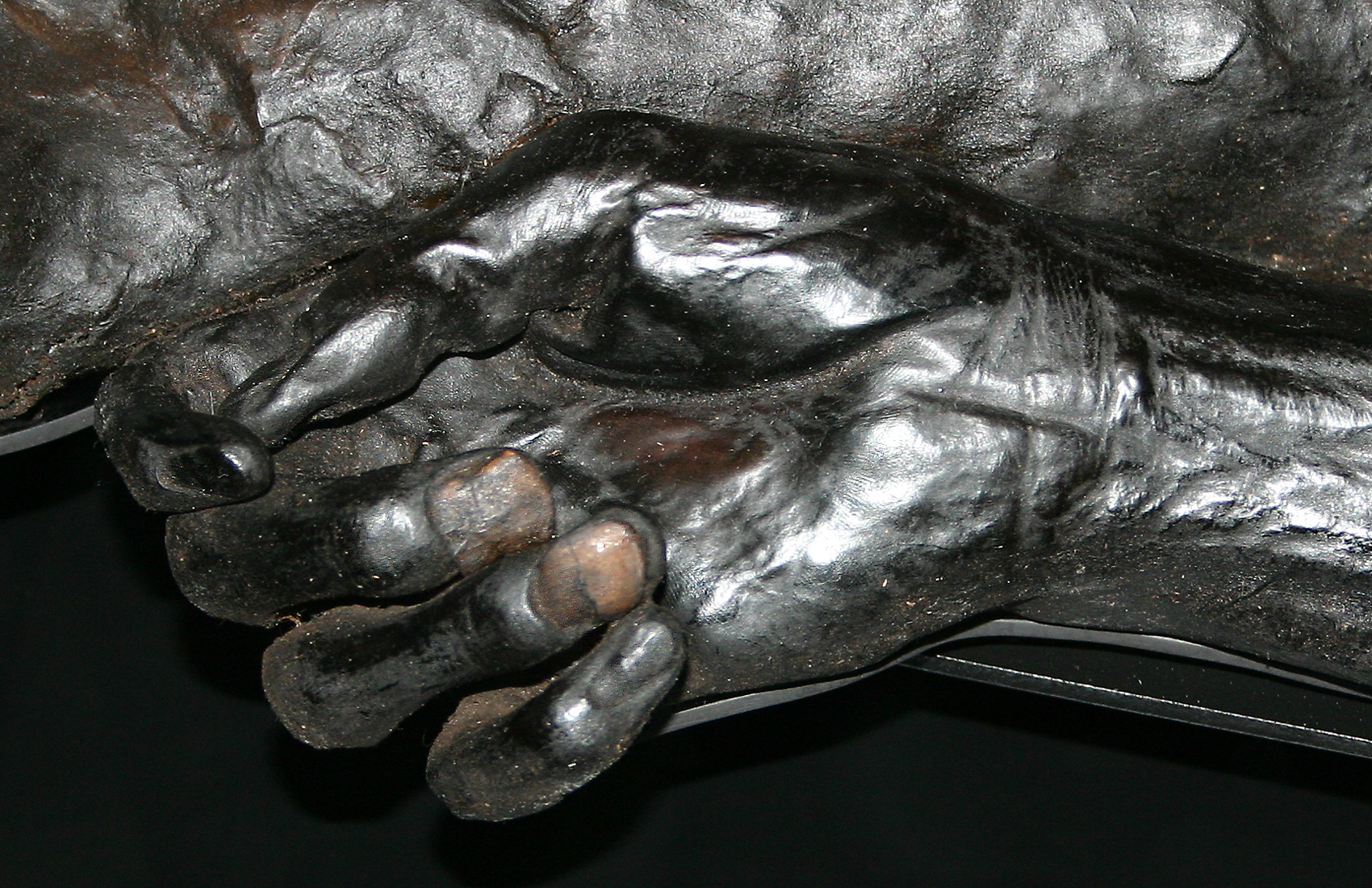
Hand

De Man van Grauballe is een veenlijk uit de pre-Romeinse ijzertijd (3e eeuw v.Chr.) dat in 1952 in een hoogveen in Jutland (Denemarken) is gevonden.
De vindplaats van de Man van Grauballe is vlak bij de plek waar de Man van Tollund werd gevonden, een paar jaar eerder. Sinds de vondst van de Man van Grauballe zijn er in Denemarken tot op heden geen veenlijken meer ontdekt. Evenals de Man van Tollund is de Man van Grauballe zeer goed bewaard gebleven. Hij is zoals veel andere veenlijken op gewelddadige wijze aan zijn eind gekomen. Zijn linkerbeen is gebroken en zijn keel doorgesneden. Hij was bij zijn overlijden tussen de 30 en 40 jaar oud.
De Man van Grauballe is te zien in het Moesgård Museum in Aarhus.